# فيكتور كاماراسا
فيكتور كاماراسا (مواليد 28 مايو 1994) هو لاعب كرة قدم إسباني يلعب في مركز خط الوسط في نادي ريال بيتيس.

## روابط خارجية
- فيكتور كاماراسا على موقع قاعدة بيانات كرة القدم.إي يو (الإنجليزية)
- فيكتور كاماراسا على موقع Soccerbase.com (لاعب) (الإنجليزية)
- فيكتور كاماراسا على موقع Soccerway.com (الإنجليزية)
- فيكتور كاماراسا على موقع عالم كرة القدم.نت (الإنجليزية)
- فيكتور كاماراسا على موقع AS.com (الإسبانية)